# Campese Ma'afu
Campese Ma'afu (19 de dezembro de 1984) é um jogador de rugby fijiano, que joga na posição de forward.

## Carreira
Campese Ma'afu integrou o elenco da Seleção de Rugby Union de Fiji na Copa do Mundo de Rugby Union de 2015 e 2011.